# أوراوسو
أوراوسو (باليابانية: 浦臼町) هي بلدية في اليابان، وبلدة في اليابان، تقع في Sorachi Subprefecture ‏، بلغ عدد سكانها 1,858 نسمة وذلك حسب إحصائيات سنة 2018.

## توأمة
لأوراوسو اتفاقيات توأمة مع:
- موتوياما (27 فبراير 1999 - )